# Тойо кандзі
Японська писемність
Ієрогліфи 漢字
Абетка 仮名
- Хіраґана 平仮名
- Катакана 片仮名
- Манйоґана 万葉仮名
- Хентайґана 変体仮名
- Джіндай моджі

Використання
- Фуріґана 振り仮名
- Окуріґана 送り仮名

Латиниця

Українська кирилиця
Тойо кандзі (яп. 当用漢字 - тойо кандзі, "ієрогліфи загального використання") — 1850 китайських ієрогліфів, які повинен знати кожний освічений японець. Затверджені Міністерством Освіти Японії як "офіційні" з 16 листопада, 1946 року.

## Історія
Тисячі ієрогліфів, які невпорядковано використовувались у різних системах письма, були причиною важкодоступності вивчення японської мови. Десятки знаків з однаковим значенням, але з різним написанням, ще більше ускладнювали навчальний процес
До другої світової війни багато японських філологів стикалися з цією проблемою. Одним із найрадикальніших планів для її вирішення були повна ліквідація ієрогліфічної системи в Японії та перехід до фонетичної системи кана. Коли Міністерство освіти збиралось реалізувати цей план, воно зустріло потужний опір науковців, письменників, публіцистів і широкого загалу. Врешті-решт від цієї ідеї відмовились.

## Реформа
Поразка у другій світовій війні змусила японців відректися від традиційних цінностей. Це сприяло проведенню реформи письма.
Міністерство Освіти вирішило зменшити кількість ієрогліфів, вибравши найбільш вживані знаки. Також ряд ієрогліфів були спрощені для легшого запам'ятовування (сіндзітай). Це були два ключових положення у реформі письма.
Дебатів щодо проведення нової реформи не було. Багато хто сприйняв післявоєнні починання Міністерства як компроміс між збереженням і повною ліквідацією ієрогліфічної системи. Минуло 35 років намагань реформувати японську систему письма.
Таблиця з варіантами прочитання ієрогліфів була опублікована 1948 року, а список самих ієрогліфічних знаків  1949.
1981 року Міністерство Освіти замінило тойо кандзі зручнішою системою дзьойо кандзі (常用漢字 - "ієрогліфи постійного використання").

## Застосування й обмеження
Реформа системи письма визначала межі використання ієрогліфів. Зокрема зазначалося, що:
- Ієрогліфи загального використання повинні вживатись в усіх урядових і офіційних документах, а також засобах масової інформації та літературі;
- Слово мусить писатися хіраґаною, якщо ієрогліф, який позначає його відсутній у списку ієрогліфів загального використання;
- Службові частини мови, граматичні частки, відмінкові показники, тощо слід писати хіраґаною;
- Слова іншомовного походження необхідно записувати катаканою;
- Ієрогліфи загального використання не повинні супроводжуватися фуріґаною;
- Технічні терміни слід писати ієрогліфами загального використання, або якщо останніх не вистачає — каною;
- Власні назви можуть записуватися зі старими ієрогліфами.
- Назви тварин, рослин, іноземних місцевостей слід записувати катаканою. Виняток складають назви країн, які традиційно записуються ієрогліфами (Китай, США, Велика Британія);
- Список ієрогліфів є стандартизований.

## Проблема "мадзекакі"
"Мадзекакі" (交ぜ書き - "змішане написання") — це спосіб записування ієрогліфічних сполучень з використанням ієрогліфів і знаків кани. Після реформи, яка заборонила використання старих ієрогліфів, багато слів, котрі записувалися двома чи більше ієрогліфами, стали писатися вперемішку зі знаками кани. Це викликало протести в середовищі японських науковців і літераторів. Джерелом проблеми було поспішне складання списку ієрогліфів загального застосування. ЇЇ частково вирішили новою реформою письма 1981 року.

## Список
一 丁 七
丈 三 上
下 不 且
世 丘 丙
中 丸 丹
主 久 乏
乗 乙 九
乳 乾 乱
了 事 二
互 五 井
亜 亡 交
享 京 人
仁 今 介
仕 他 付
代 令 以
仰 仲 件
任 企 伏
伐 休 伯
伴 伸 伺
似 但 位
低 住 佐
何 仏 作
佳 使 来
例 侍 供
依 侮 侯
侵 便 係
促 俊 俗
保 信 修
俳 俵 併
倉 個 倍
倒 候 借
倣 値 倫
仮 偉 偏
停 健 側
偶 傍 傑
備 催 伝
債 傷 傾
働 像 僚
偽 僧 価
儀 億 倹
儒 償 優
元 兄 充
兆 先 光
克 免 児
入 内 全
両 八 公
六 共 兵
具 典 兼
冊 再 冒
冗 冠 冬
冷 准 凍
凝 凡 凶
出 刀 刃
分 切 刈
刊 刑 列
初 判 別
利 到 制
刷 券 刺
刻 則 削
前 剖 剛
剰 副 割
創 劇 剤
剣 力 功
加 劣 助
努 効 劾
勅 勇 勉
動 勘 務
勝 労 募
勢 勤 勲
励 勧 勺
匁 包 化
北 匠 匹
匿 区 十
千 升 午
半 卑 卒
卓 協 南
博 占 印
危 却 卵
巻 卸 即
厘 厚 原
去 参 又
及 友 反
叔 取 受
口 古 句
叫 召 可
史 右 司
各 合 吉
同 名 后
吏 吐 向
君 吟 否
含 呈 呉
吸 吹 告
周 味 呼
命 和 咲
哀 品 員
哲 唆 唐
唯 唱 商
問 啓 善
喚 喜 喪
喫 単 嗣
嘆 器 噴
嚇 厳 嘱
囚 四 回
因 困 固
圏 国 囲
園 円 図
団 土 在
地 坂 均
坊 坑 坪
垂 型 埋
城 域 執
培 基 堂
堅 堤 堪
報 場 塊
塑 塔 塗
境 墓 墜
増 墨 堕
墳 墾 壁
壇 圧 塁
壊 士 壮
壱 寿 夏
夕 外 多
夜 夢 大
天 太 夫
央 失 奇
奉 奏 契
奔 奥 奪
奨 奮 女
奴 好 如
妃 妊 妙
妥 妨 妹
妻 姉 始
姓 委 姫
姻 姿 威
娘 娯 娠
婆 婚 婦
婿 媒 嫁
嫡 嬢 子
孔 字 存
孝 季 孤
孫 学 宅
宇 守 安
完 宗 官
宙 定 宜
客 宣 室
宮 宰 害
宴 家 容
宿 寂 寄
密 富 寒
察 寡 寝
実 寧 審
写 寛 寮
宝 寸 寺
封 射 将
専 尉 尊
尋 対 導
小 少 就
尺 尼 尾
尿 局 居
届 屈 屋
展 層 履
属 山 岐
岩 岸 峠
峰 島 峡
崇 崩 岳
川 州 巡
巣 工 左
巧 巨 差
己 市 布
帆 希 帝
帥 師 席
帳 帯 常
帽 幅 幕
幣 干 平
年 幸 幹
幻 幼 幽
幾 床 序
底 店 府
度 座 庫
庭 庶 康
庸 廉 廊
廃 広 庁
延 廷 建
弊 式 弓
弔 引 弟
弦 弧 弱
張 強 弾
形 彩 彫
彰 影 役
彼 往 征
待 律 後
徐 径 徒
得 従 御
復 循 微
徴 徳 徹
心 必 忌
忍 志 忘
忙 忠 快
念 怒 怖
思 怠 急
性 怪 恒
恐 恥 恨
恩 恭 息
悦 悔 悟
患 悲 悼
情 惑 惜
恵 悪 惰
悩 想 愁
愉 意 愚
愛 感 慎
慈 態 慌
慕 惨 慢
慣 慨 慮
慰 慶 憂
憎 憤 憩
憲 憶 憾
懇 応 懲
懐 懸 恋
成 我 戒
戦 戯 戸
房 所 扇
手 才 打
扱 扶 批
承 技 抄
抑 投 抗
折 抱 抵
押 抽 払
拍 拒 拓
抜 拘 拙
招 拝 括
拷 拾 持
指 振 捕
捨 掃 授
掌 排 掘
掛 採 探
接 控 推
措 描 提
揚 換 握
掲 揮 援
損 揺 捜
搬 携 搾
摘 摩 撤
撮 撲 擁
択 撃 操
担 拠 擦
挙 擬 拡
摂 支 収
改 攻 放
政 故 叙
教 敏 救
敗 敢 散
敬 敵 敷
数 整 文
斗 料 斜
斤 斥 新
断 方 施
旅 旋 族
旗 既 日
旨 早 旬
昇 明 易
昔 星 映
春 昨 昭
是 時 晩
昼 普 景
晴 晶 暇
暑 暖 暗
暫 暮 暴
暦 曇 暁
曜 曲 更
書 替 最
会 月 有
服 朕 朗
望 朝 期
木 未 末
本 札 朱
机 朽 材
村 束 杯
東 松 板
析 林 枚
果 枝 枯
架 柄 某
染 柔 査
柱 柳 校
株 核 根
格 栽 桃
案 桑 梅
条 械 棄
棋 棒 森
棺 植 業
極 栄 構
概 楽 楼
標 枢 模
様 樹 橋
機 横 検
桜 欄 権
次 欲 欺
款 歌 欧
歓 止 正
歩 武 歳
歴 帰 死
殉 殊 殖
残 段 殺
殿 殴 母
毎 毒 比
毛 氏 民
気 水 氷
永 求 汗
汚 江 池
決 汽 沈
没 沖 河
沸 油 治
沼 沿 況
泉 泊 泌
法 波 泣
注 泰 泳
洋 洗 津
活 派 流
浦 浪 浮
浴 海 浸
消 渉 液
涼 淑 涙
淡 浄 深
混 清 浅
添 減 渡
測 港 渇
湖 湯 源
準 温 溶
滅 滋 滑
滞 滴 満
漁 漂 漆
漏 演 漢
漫 漸 潔
潜 潤 潮
渋 澄 沢
激 濁 濃
湿 済 濫
浜 滝 瀬
湾 火 灰
災 炊 炎
炭 烈 無
焦 然 煮
煙 照 煩
熟 熱 燃
燈 焼 営
燥 爆 炉
争 為 爵
父 片 版
牛 牧 物
牲 特 犠
犬 犯 状
狂 狩 狭
猛 猶 獄
独 獲 猟
獣 献 玄
率 玉 王
珍 珠 班
現 球 理
琴 環 璽
甘 生 産
用 田 由
甲 申 男
町 界 畑
畔 留 畜
畝 略 番
画 異 当
畳 疎 疑
疫 疲 疾
病 症 痘
痛 痢 痴
療 癖 登
発 白 百
的 皆 皇
皮 盆 益
盛 盗 盟
尽 監 盤
目 盲 直
相 盾 省
看 真 眠
眼 睡 督
瞬 矛 矢
知 短 石
砂 砲 破
研 硝 硫
硬 碁 砕
碑 確 磁
礁 礎 示
社 祈 祉
秘 祖 祝
神 祥 票
祭 禁 禍
福 禅 礼
秀 私 秋
科 秒 租
秩 移 税
程 稚 種
称 稲 稿
穀 積 穂
穏 穫 穴
究 空 突
窒 窓 窮
窯 窃 立
並 章 童
端 競 竹
笑 笛 符
第 筆 等
筋 筒 答
策 箇 算
管 箱 節
範 築 篤
簡 簿 籍
米 粉 粒
粗 粘 粧
粋 精 糖
糧 系 糾
紀 約 紅
紋 納 純
紙 級 紛
素 紡 索
紫 累 細
紳 紹 紺
終 組 結
絶 絞 絡
給 統 糸
絹 経 緑
維 綱 網
綿 緊 緒
線 締 縁
編 緩 緯
練 縛 県
縫 縮 縦
総 績 繁
織 繕 絵
繭 繰 継
続 繊 欠
罪 置 罰
署 罷 羊
美 着 群
義 羽 翁
翌 習 翼
老 考 者
耐 耕 耗
耳 聖 聞
声 職 聴
粛 肉 肖
肝 肥 肩
肪 肯 育
肺 胃 背
胎 胞 胴
胸 能 脂
脅 脈 脚
脱 脹 腐
腕 脳 腰
腸 腹 膚
膜 膨 胆
臓 臣 臨
自 臭 至
致 台 与
興 旧 舌
舎 舗 舞
舟 航 般
舶 船 艇
艦 良 色
芋 芝 花
芳 芽 苗
若 苦 英
茂 茶 草
荒 荷 荘
茎 菊 菌
菓 菜 華
万 落 葉
著 葬 蒸
蓄 薄 薦
薪 薫 蔵
芸 薬 藩
虐 処 虚
虜 虞 号
蚊 融 虫
蚕 蛮 血
衆 行 術
街 衝 衛
衡 衣 表
衰 衷 袋
被 裁 裂
裏 裕 補
装 裸 製
複 襲 西
要 覆 見
規 視 親
覚 覧 観
角 解 触
言 訂 計
討 訓 託
記 訟 訪
設 許 訴
診 詐 詔
評 詞 詠
試 詩 詰
話 該 詳
誇 誌 認
誓 誕 誘
語 誠 誤
説 課 調
談 請 論
諭 諮 諸
諾 謀 謁
謄 謙 講
謝 謡 謹
証 識 譜
警 訳 議
護 誉 読
変 譲 谷
豆 豊 豚
象 豪 予
貝 貞 負
財 貢 貧
貨 販 貫
責 貯 弐
貴 買 貸
費 貿 賀
賃 賄 資
賊 賓 賜
賞 賠 賢
売 賦 質
頼 購 贈
賛 赤 赦
走 赴 起
超 越 趣
足 距 跡
路 跳 踊
踏 践 躍
身 車 軌
軍 軒 軟
軸 較 載
軽 輝 輩
輪 輸 轄
転 辛 弁
辞 辱 農
込 迅 迎
近 返 迫
迭 述 迷
追 退 送
逃 逆 透
逐 途 通
速 造 連
逮 週 進
逸 遂 遇
遊 運 遍
過 道 達
違 逓 遠
遣 適 遭
遅 遵 遷
選 遺 避
還 辺 邦
邪 邸 郊
郎 郡 部
郭 郵 都
郷 配 酒
酢 酬 酪
酵 酷 酸
酔 醜 医
醸 釈 里
重 野 量
金 針 鈍
鈴 鉛 銀
銃 銅 銑
銘 鋭 鋼
録 錘 錠
銭 錯 錬
鍛 鎖 鎮
鏡 鐘 鉄
鋳 鑑 鉱
長 門 閉
開 閑 間
閣 閥 閲
関 防 阻
附 降 限
陛 院 陣
除 陪 陰
陳 陵 陶
陥 陸 陽
隆 隊 階
隔 際 障
隣 随 険
隠 隷 隻
雄 雅 集
雇 雌 双
雑 離 難
雨 雪 雲
零 雷 電
需 震 霜
霧 露 霊
青 静 非
面 革 音
韻 響 頂
項 順 預
頒 領 頭
題 額 顔
願 類 顧
顕 風 飛
翻 食 飢
飲 飯 飼
飽 飾 養
餓 余 館
首 香 馬
駐 騎 騰
騒 駆 験
驚 駅 骨
髄 体 高
髪 闘 鬼
魂 魅 魔
魚 鮮 鯨
鳥 鳴 鶏
塩 麗 麦
麻 黄 黒
黙 点 党
鼓 鼻 斎
歯 齢